# Gérygone à bec fort
Gerygone magnirostris
Espèce
Statut de conservation UICN

 LC  : Préoccupation mineure
La Gérygone à bec fort (Gerygone magnirostris) est une espèce de passereau de la famille des Acanthizidae.

## Répartition et sous-espèces
Selon la classification de référence du Congrès ornithologique international (15.1, 2025) elle se répartit en six sous-espèces :
- G. m. conspicillata (Gray GR, 1859) — îles Raja Ampat et nord-ouest de la Nouvelle-Guinée occidentale ;
- G. m. affinis Meyer, 1874 — nord de la Nouvelle-Guinée ;
- G. m. brunneipectus (Sharpe, 1879 — îles Aru, sud de la Nouvelle-Guinée et îles du détroit de Torres ;
- G. m. rosseliana Hartert, 1899 — îles d'Entrecasteaux et Louisiades ;
- G. m. magnirostris Gould, 1843 — littoral nord de l'est du Kimberey à travers le TN ;
- G. m. cairnsensis Mathews, 1912 — nord du Queensland.